# Tajna služba
Tajna služba ili obavještajna služba jest organizacija za potajno prikupljanje informacija koje su potrebne za sigurnost države. Djelatnost obuhvaća i prikrivene operacije, razne vrste korištenje medija sa svrhom utjecaja na javno mnijenje, atentate, sabotaže, gospodarski rat itd.
Ponekad se skupljaju i informacije o poslovnim subjektima, ili podaci o tehnologiji proizvodnje (tzv. industrijska špijunaža). Za prikupljanje informacija obavještajne službe koriste se i informacijama doušnika, te prisluškuju telekomunikacijski promet.
Uobičajena podjela tajnih službi u većini država na svijetu je na obavještajnu službu zaduženu za obavještajno djelovanje izvan zemlje, sigurnosnu službu zaduženu za unutarnju sigurnost, vojnu obavještajnu službu zaduženu za obavještajno i sigurnosno djelovanje za potrebe oružanih snaga te službe za nadzor i presretanje komunikacije, posebice u zemljama s engleskog govornog područja.
Najveće su tajne službe MI6, CIA, Mossad i FSB.

## Vrste tajnih službi
Tajne službe postojale su od nastanka civilizacije. Nastankom industrijske civilizacije ove službe su doživjele nagli razvoj, te su poslove počele dijeliti na vojne, industrijske i političke,  odnosno na uhođenje protivnika, otkrivanje neprijateljskih uhoda i na zaštitu tajnosti važnih informacija vojne, industrijske i političke prirode. Za razliku od javnih sigurnosnih službi kojima je zadatak štititi zakon i opsluživati pravosudna tijela, tajne obavještajno sigurnosne službe štite državu, te nisu dužni pomagati rad sudskih vlasti osim kad je to u interesu države.

### Podijela tajnih službi prema djelatnosti
Tajne službe se mogu podijeliti na obavještajne koje prikupljaju informacije, te na sigurnosne koje poduzimaju tajne akcije protiv protivnika.  Većina ovih službi imaju i jednu i drugu komponentu. 

### Podijela prema području rada
- vojne obavještajne službe
- civilne obavještajne službe

### Prema namjeni
- Obavještajna služba - koja također provodi aktivnosti u inozemstvu
- Protuobavještajna služba - obavještajna služba koja nadzire i sprječava djelovanje obavještajnih službi na području vlastite zemlje
- Sigurnosna služba - zadužena za unutarnju sigurnost države
- Vojna obavještajna služba - obavještajno i sigurnosno djelovanje za potrebe vojske
- Kibernetička služba - zadužena za nadzor i presretanje elektronske komunikacije

## Vanjske poveznice
Obavještajno sigurnosne službe,  autor Tihomir Čuljak  Arhivirana inačica izvorne stranice od 11. ožujka 2016. (Wayback Machine)